# Dave Scholz
David A. Scholz, detto Dave (Decatur, 12 aprile 1948 – 5 dicembre 2015), è stato un cestista statunitense, professionista nella NBA.

## Carriera
Dopo la carriera universitaria a Illinois, che lo vide segnare 1.459 punti (20,5 di media con 9,7 rimbalzi), venne selezionato al quarto giro del Draft NBA 1969, con la 56ª scelta assoluta, dai Philadelphia 76ers con cui giocò una partita nel 1969-70.

## Palmarès
- NCAA AP All-America Third Team (1969)